# All Things Must Pass (brano musicale)
All Things Must Pass è un brano musicale del cantautore britannico George Harrison. È contenuto nell'omonimo triplo album All Things Must Pass pubblicato dalla Apple Records nel 1970, primo album solista di Harrison dopo lo scioglimento dei Beatles.

## Il brano

### Origine e storia

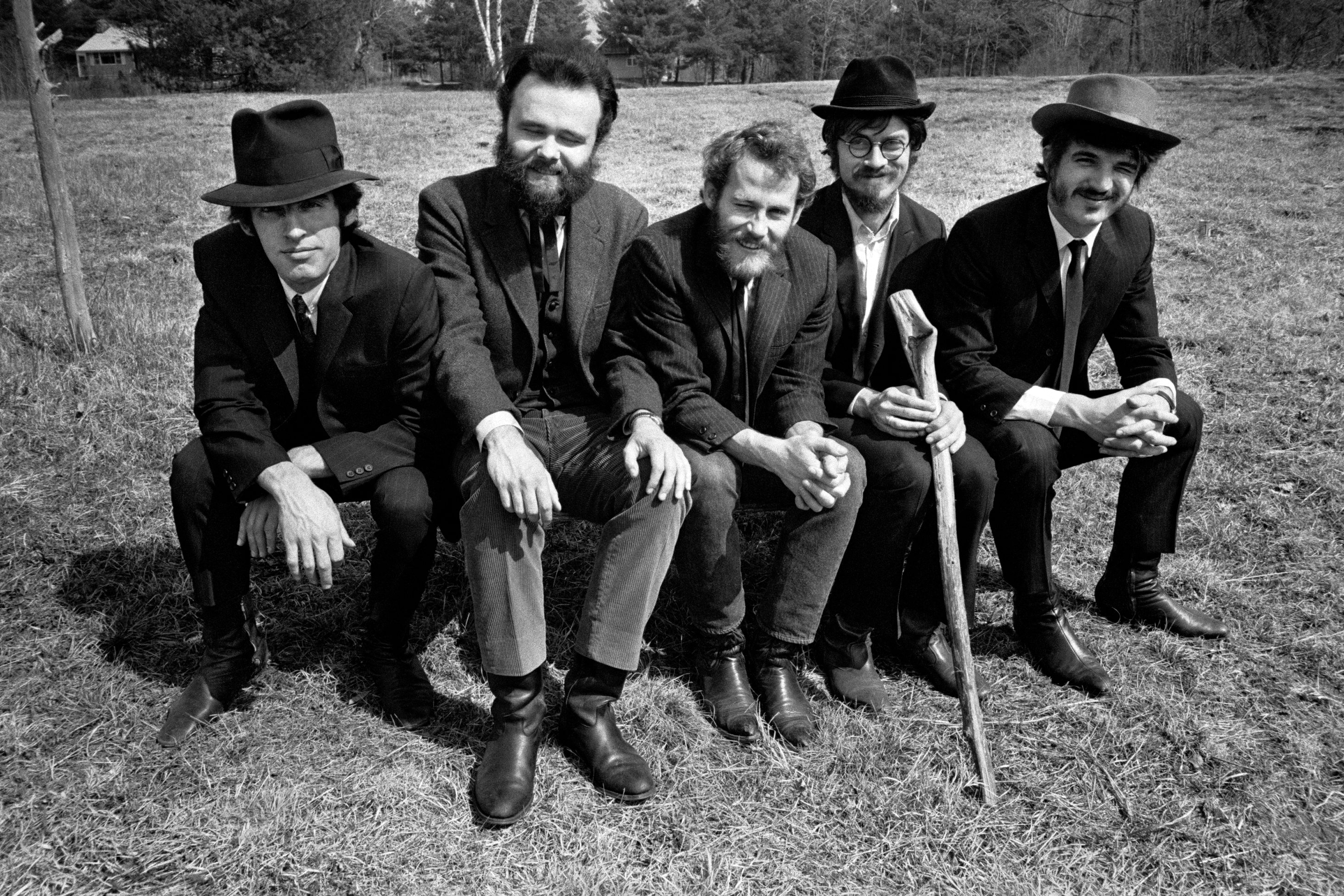
The Band a Woodstock nel 1969, con Levon Helm (al centro) e Robbie Robertson (secondo da destra)

Come il suo amico Eric Clapton, George Harrison era rimasto molto impressionato da Music from Big Pink, il seminale album di debutto dei The Band, l'ex gruppo di spalla di Bob Dylan. Pubblicato nel luglio 1968, Music from Big Pink fu parzialmente responsabile del rinnovato interesse di Harrison per la chitarra, dopo tre anni passati a studiare il sitar. Harrison condivise apertamente il suo entusiasmo con la stampa britannica, dichiarando che Big Pink "era il nuovo sound che arrivava dall'America". Il batterista Levon Helm ricordò in seguito, che le dichiarazioni di Harrison aiutarono a far conoscere The Band a livello internazionale. Come forma di ringraziamento, Robbie Robertson, chitarrista del gruppo, invitò George Harrison a fermarsi a Woodstock, con l'opportunità per conoscersi.

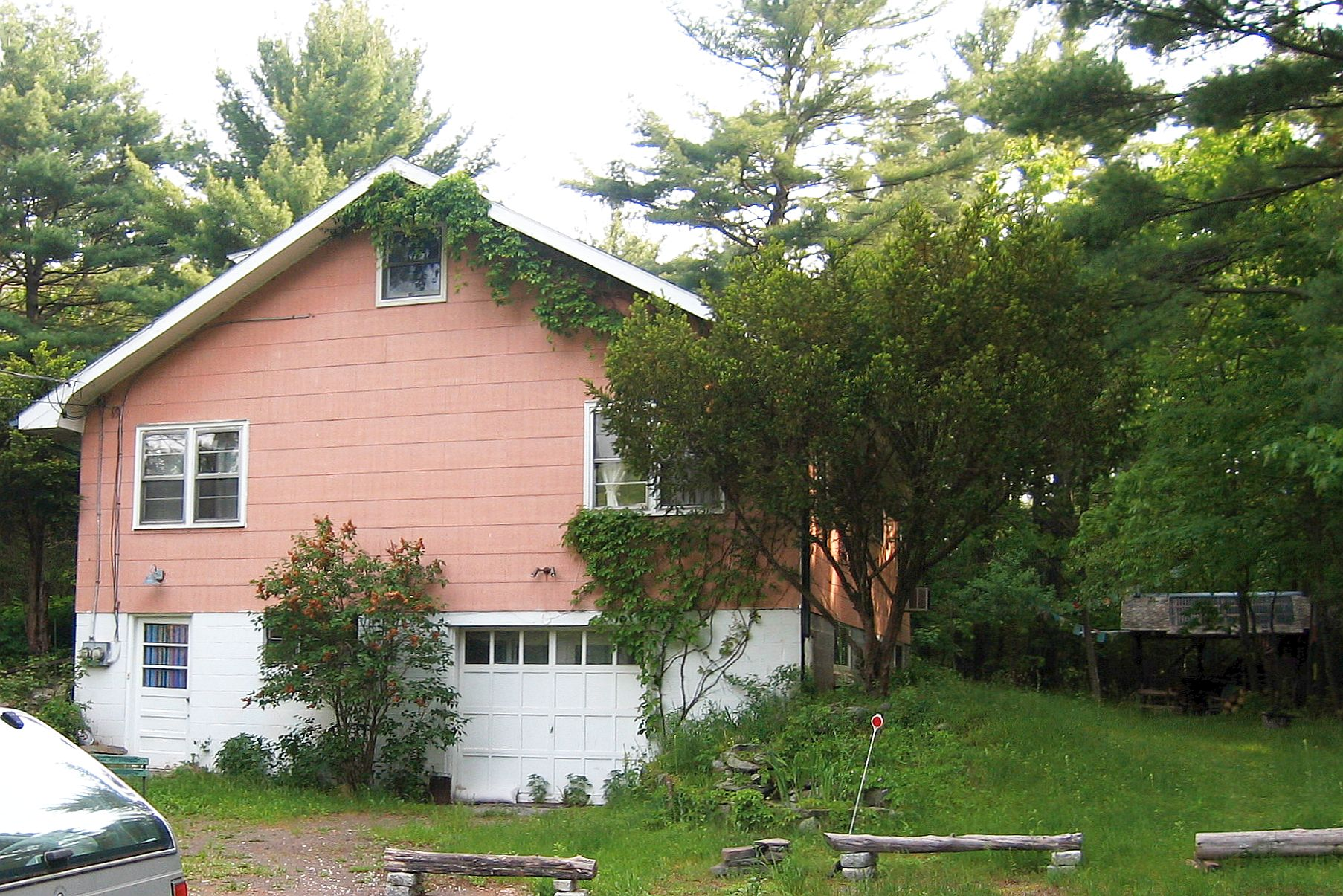
La casa di campagna a Woodstock detta "Big Pink" dove i The Band registrarono l'album Music from Big Pink

Più avanti nel corso del 1968, dopo essersi occupato a Los Angeles della produzione dell'album Is This What You Want? di Jackie Lomax, Harrison trascorse il Giorno del Ringraziamento e gran parte di dicembre nello Stato di New York, dove egli consolidò la propria amicizia con Bob Dylan e prese parte a jam session informali con i The Band. Secondo quanto riportato da Helm, si discusse anche di registrare un album intero di jam session insieme a Eric Clapton e di un film di genere "western-rock" intitolato Zachariah da girarsi per la Apple Films, ma nessuno dei due progetti andò oltre l'idea iniziale. L'ambiente bucolico fu di ispirazione per Harrison come compositore, egli scrisse I'd Have You Anytime insieme a Dylan, ed iniziò la stesura di All Things Must Pass. Egli descrisse successivamente proprio quest'ultimo brano come una canzone "tipo quelle del gruppo di Robbie Robertson", e disse di averla sempre immaginata cantata da Helm. All Things Must Pass, come altre canzoni contenute nell'album omonimo, è quindi stata composta da Harrison prima dello scioglimento dei Beatles. Il 25 febbraio 1969 l'autore aveva inciso nella sala di registrazione degli studi di Abbey Road un demo del brano, in cui era presente la linea vocale e due chitarre, delle quali una trattata con il Leslie. Il gruppo aveva anche fatto dei tentativi di registrazione del brano nel gennaio 1969 agli studi di Twickenham, durante le sessioni di Let It Be. La canzone venne infine abbandonata, tuttavia il demo è contenuto nella raccolta Anthology 3. Dopo l'abbandono del pezzo da parte dei Beatles, la canzone venne data a Billy Preston che ne incise una reinterpretazione e la pubblicò con il titolo All Things (Must) Pass nel suo album Encouraging Words, prodotto da Harrison e pubblicato su etichetta Apple Records nel 1970. Poco tempo dopo, in seguito allo scioglimento dei Beatles, Harrison decise di re-incidere la canzone per inserirla nel suo prossimo album solista, del quale sarà la title track.

### Registrazione
La registrazione è stata co-prodotta da Phil Spector a Londra ed è corredata di un arrangiamento orchestrale di John Barham e contributi da musicisti come Ringo Starr, Pete Drake, Bobby Whitlock, Eric Clapton e Klaus Voormann.
Mentre stava ultimando la produzione dell'album di Preston, Harrison decise di registrare egli stesso la canzone in vista del suo album solista di prossima pubblicazione. Descrivendo All Things Must Pass uno "spettrale inno circa la mortalità di ogni cosa", l'autore Elliot Huntley fece notare l'intensità della versione di Harrison, a causa della morte della madre spirata nel luglio 1970 dopo un lungo periodo di malattia.
Con Phil Spector in veste di co-produttore, Harrison incise la traccia base del brano agli Abbey Road Studios tra il 26 maggio e l'inizio di giugno. Altri partecipanti alle sessioni furono Eric Clapton, Klaus Voormann e Ringo Starr. Simon Leng accredita la parte di piano nella canzone a Bobby Whitlock, che inoltre canta i cori insieme a Clapton, suo futuro compagno di gruppo nei Derek and the Dominos. Nella sua autobiografia del 2010, Whitlock afferma invece che fu Billy Preston a suonare il piano in All Things Must Pass, mentre lui suonò l'organo nella traccia, o forse l'armonium. Anche se Leng indica Harrison e Clapton alla chitarra acustica e Starr e Jim Gordon alla batteria, secondo la versione di Whitlock, né Clapton né Gordon suonarono nella canzone. Tra le sovraincisioni presenti, il turnista di Nashville Pete Drake suonò una parte di pedal-steel guitar durante una sua breve visita a Londra, per partecipare alle sessioni delle canzoni Behind That Locked Door e I Live for You.
Il comportamento erratico di Spector durante le sessioni di All Things Must Pass rese necessario che Harrison si occupasse da solo del lavoro di produzione in più occasioni, ma nell'agosto 1970, dopo aver ricevuto un nastro con dei mix preliminari di varie canzoni, Spector rispose con una lettera piena di suggerimenti ed indicazioni. Riguardo All Things Must Pass scrisse: "Questa particolare canzone è così buona che qualsiasi performance [vocale] decente da parte tua, è accettabile per quanto mi riguarda", esprimendo però anche disapprovazione verso la parte degli strumenti a fiato posti all'inizio.
Una prima versione delle sessioni di All Things Must Pass è stata pubblicata sulla compilation postuma di Harrison Early Takes: Volume 1 del 2012.

### Testo e significato
Il testo tratta della natura transitoria dell'esistenza umana. Testo e musica si combinano in modo da riflettere impressioni di ottimismo contro il fatalismo. Alla pubblicazione dell'album, i commentatori hanno visto la canzone, unitamente alla copertina di Barry Feinstein dell'album, come una dichiarazione della rottura dai Beatles.
Il brano riflette l'influenza del gruppo The Band con il quale Harrison aveva trascorso del tempo a Woodstock (New York), verso la fine del 1968. Altre influenze per quanto concerne il testo vanno ricercate nella poesia di Timothy Leary All Things Pass, uno psichedelico adattamento del Daodejing. Come detto, Harrison trasse ispirazione dalla poesia di Leary inclusa nel libro Psychedelic Prayers after the Tao Te Ching del 1966. Nella sua autobiografia del 1980, I Me Mine, George accenna all'idea della canzone attribuendola a "tutti quei tizi mistici o ex mistici", come appunto era Leary. Come in altre composizioni successive di Harrison tipo Here Comes the Sun, So Sad e Blow Away, il contenuto testuale ed emotivo del brano si basa su metafore del tempo o del ciclo della natura. Egli dichiara nella strofa d'apertura della canzone: «Sunrise doesn't last all morning / A cloudburst doesn't last all day» ("L'alba non dura tutta la mattina / Un acquazzone non dura tutto il giorno").
Secondo il biografo di Harrison, Simon Leng, il testo del brano riflette "la natura effimera della vita" e la "transitorietà dell'amore". Sebbene la canzone All Things Must Pass rifugga argomenti religiosi, l'affermazione contenuta in essa che ogni cosa è passeggera nel mondo materiale spiega perché gran parte dell'omonimo album del 1970, All Things Must Pass, "trovi speranza e significato solo in Dio, che invece non è provvisorio". Il messaggio principale della canzone viene esplicitato chiaramente nel middle eight:
(All Things Must Pass, George Harrison)
Alla fine, il ciclo naturale delle cose offre "consolazione", scrive Leng, come ulteriore evidenza del significato ottimista della canzone.

## Formazione
- George Harrison – voce, chitarra acustica, cori
- Eric Clapton – chitarra acustica, cori
- Pete Drake – pedal steel guitar
- Billy Preston – pianoforte
- Bobby Whitlock – armonium, cori
- Klaus Voormann – basso
- Ringo Starr – batteria, tamburello
- Jim Gordon – batteria
- Bobby Keys – sassofono
- Jim Price – tromba, trombone, arrangiamento fiati
- John Barham – arrangiamento orchestrale archi

## Accoglienza
Ampiamente considerata come una delle più belle composizioni di Harrison, il suo rifiuto da parte di Lennon e McCartney ha suscitato numerose osservazioni da parte di biografi e critici. Il critico musicale Ian MacDonald ha descritto All Things Must Pass, come "la più saggia canzone mai registrata dai Beatles", mentre l'autore Simon Leng la giudica come "forse la migliore composizione di un Beatle solista".

## Cover
Jim James, Billy Preston, Sloan Wainwright, Klaus Voormann, Cat Stevens e Paul McCartney sono alcuni tra gli artisti che hanno eseguito una cover di questa canzone. Particolarmente toccante quella portata in scena dall'ex-collega dei Beatles in occasione del Concert for George, laddove sia la volontà di cantarla da parte di McCartney, sia l'espressione dell'artista durante l'esibizione, lasciavano trasparire un certo rimpianto nell'averla scartata trent'anni prima, quasi a scusarsi con l'amico.